# Vicente Huidobro

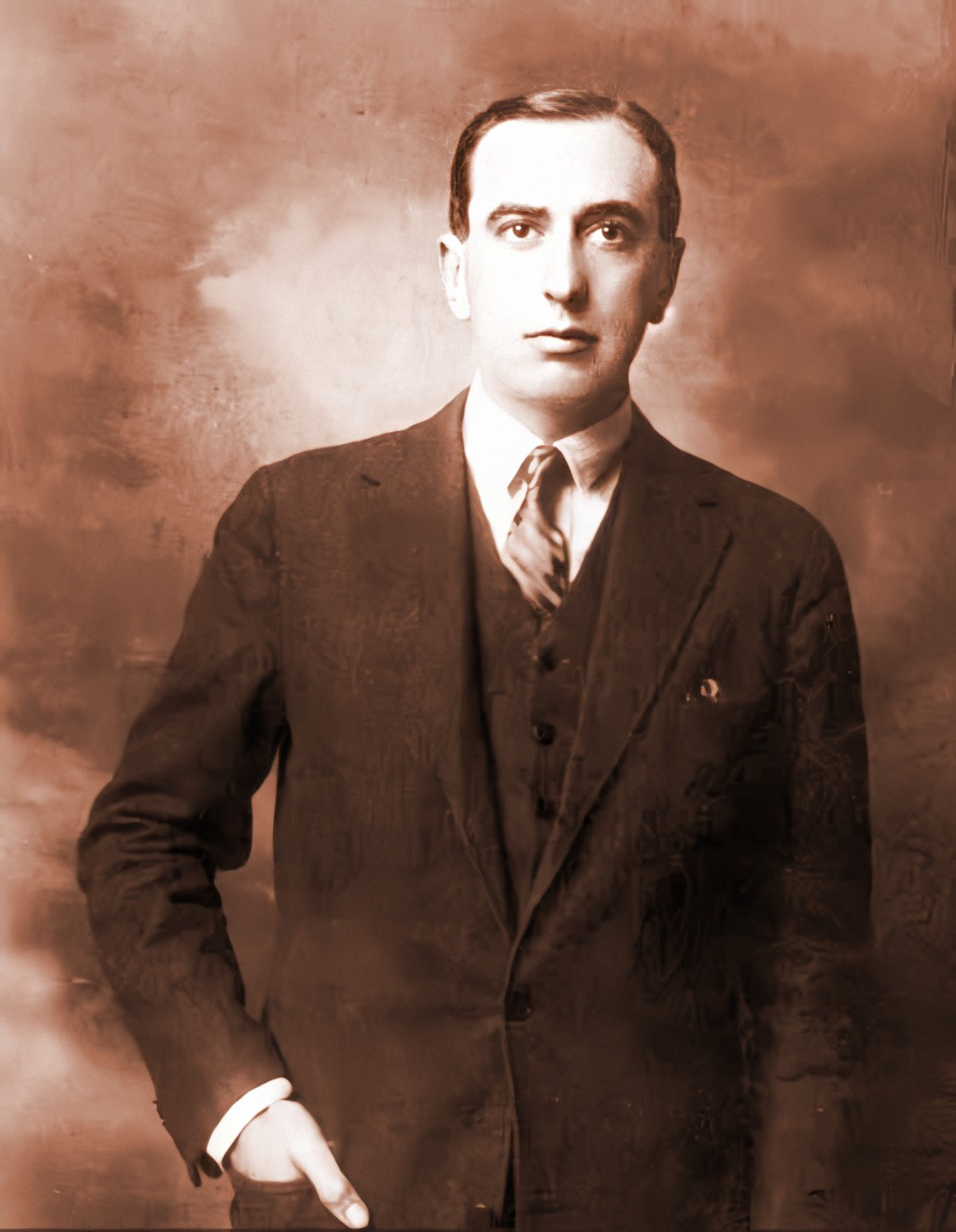
Vicente Huidobro

Vicente Huidobro (ur. 10 stycznia 1893 zm. 2 stycznia 1948) – chilijski poeta, uznawany za jednego z twórców kreacjonizmu. Związany z przeglądem Nord Sud, w którym współpracował m.in. z Tristanem Tzarą i Maxem Jacobem.

## Twórczość
- Lustro wody (1916)
- Czworoboczny horyzont (1917)
- Wieża Eiffla (1917)
- Hallalli (1918)
- Poematy arktyczne (1919)
- Teleskop (1919)
- Wybrane pory (1921)
- Symetryczna jesień (1925)
- Manifesty (1925)
- Nagle (1925)
- Trzęsienie nieba (1931)
- Sokół na wysokościach, czyli podróż spadochronem (1931)
- Obywatel zapomnienia (1941)
- Widzieć i czuć (1941)
- Ostatnie wiersze (1948) – pośmiertnie